# Morón légitámaszpont
A Morón légitámaszpont (IATA: OZP, ICAO: LEMO) egy dél-spanyolországi, az amerikai és a Spanyol Légierő közös katonai repülőtere, mely Sevilla városától körülbelül 56 km-re délkeletre található. Nevét a tőle keletre található Morón de la Frontera nevű városról kapta. A repülőtéren 3600 méter hosszú és 61 méter széles aszfaltozott kifutópálya található. Vészhelyzet esetére a NASA bármely űrrepülője számára alternatív leszállóhelyként választották ki a repülőteret.

## Története
A támaszpontot 1953-ban a spanyol és az amerikai kormány közösen hozta létre. Egészen az 1960-as évekig állomásoztak itt ideiglenes jelleggel különböző amerikai katonai repülőkötelékek. 1966-ban a támaszpont az amerikai légierő Európai Parancsnokságának a hatáskörébe került, ezután elsődleges feladata különböző támogató feladatok ellátása volt. Ugyanebben az évben, január 17-én a támaszpont felett légi üzemanyag feltöltés közben összeütközött egy B–52-es bombázó és egy KC–135 légi utántöltő repülőgép. A baleset során a bombázó rakterében szállított négy hidrogénbomba közül kettő megrepedt, és kismértékű sugárzást bocsátott a környező farmokra. Egy bombát sértetlenül találtak meg, míg a negyedik bomba a tengerbe zuhant. Ez utóbbit csak 12 000 ember három hónapos munkája során sikerült megtalálni és kiemelni. A baleset után a spanyol kormány megtiltotta a B-52-es bombázók repülését Spanyolország légterében.
1984 óta a Morón légitámaszpont az amerikai űrrepülőgépek elsődleges európai vészleszállópályája. Az itt szolgáló személyzet folyamatos képzést kap, és a NASA minden eszközt biztosít, ami az űrrepülőgép fogadásához szükséges.
1990-ben, az első Öbölháború során a támaszponton állomásozott 22 darab KC–135 és KC–10 légi utántöltő repülőgép. 1999-ben, Koszovó NATO bombázása során a támaszpont ismét fontos logisztikai szerepet töltött be.